# إيفان ماكي (سياسي)
إيفان ماكي هو شخصية أعمال وسياسي بريطاني، ولد في سبتمبر 1963 في Helensburgh ‏ في المملكة المتحدة. نشط حزبياً في الحزب الوطني الإسكتلندي. في 2016 Scottish Parliament election ‏، انتخب Member of the 5th Scottish Parliament ‏ عن دائرة Glasgow Provan (Scottish Parliament constituency) ‏ وقد انضم خلال فترته النيابية ‏ (5 مايو 2016 – ) للكتلة البرلمانية الحزب الوطني الإسكتلندي.